# Losalini Raravuya Dovi
Adi Losalini Raravuya Dovi, née à Levuka (Fidji) et morte le 21 septembre 1983 à Suva (Fidji), est une femme politique fidjienne,. Membre du Parti de l'Alliance, elle est députée entre 1966 et 1977, faisant partie des premières femmes du pays membres du Parlement. Elle est aussi vice-ministre du Développement urbain et de la Protection sociale entre 1975 et 1977.

## Biographie
Losalini Raravuya Dovi est la fille aînée de Ratu Taniela Uluiviti et Laisani Valotu, de Bau ; son père est administrateur colonial, sous la direction de son futur beau-frère, Lala Sukuna. L'un de ses frères, Nat Uluiviti (en), a été joueur de cricket et de rugby ainsi que sénateur.
Après avoir fréquenté l'école missionnaire méthodiste de Suva, Losalini Raravuya Dovi commence à travailler pour le Conseil des affaires fidjiennes en tant que commis. Elle devient ensuite secrétaire privée de Lala Sukuna. Elle épouse J.A.R. Dovi (en), frère cadet de Sukuna et le premier Fidjien à devenir médecin,. Ils ont quatre enfants : Joni Madraiwiwi (futur vice-président des Fidji), Timoci Taniela Taliai Tavanavanua, Litiana Maopa et Viviana Valotu Sofi Veisaca. Losalini Raravuya Dovi travaille par la suite pour Malcolm Trustram Eve, lorsqu'il dirige des enquêtes sur les industries du sucre et de la noix de coco et dirige le Conseil national des femmes des Fidji.
En 1966, elle rejoint le Parti de l'Alliance, en devenant brièvement la secrétaire. La même année, elle rejoint le Conseil législatif, représentant le Grand Conseil des chefs ; elle est ainsi l'une des premières femmes parlementaires du pays, aux côtés de Loloma Livingston et Irene Jai Narayan. Elle est réélue en 1972 dans la circonscription nationale du Sud-Est. À la suite du scrutin, elle est nommée whip du gouvernement. En 1975, elle est nommée vice-ministre du Développement urbain et de la Protection sociale ; elle devient ainsi la première femme à occuper un poste ministériel aux Fidji. Elle perd son siège parlementaire aux élections de 1977.
Losalini Raravuya Dovi reçoit l'ordre de l'Empire britannique en 1978. Elle meurt en 1983 à l'âge de 53 ans.